# Höchster Schloß

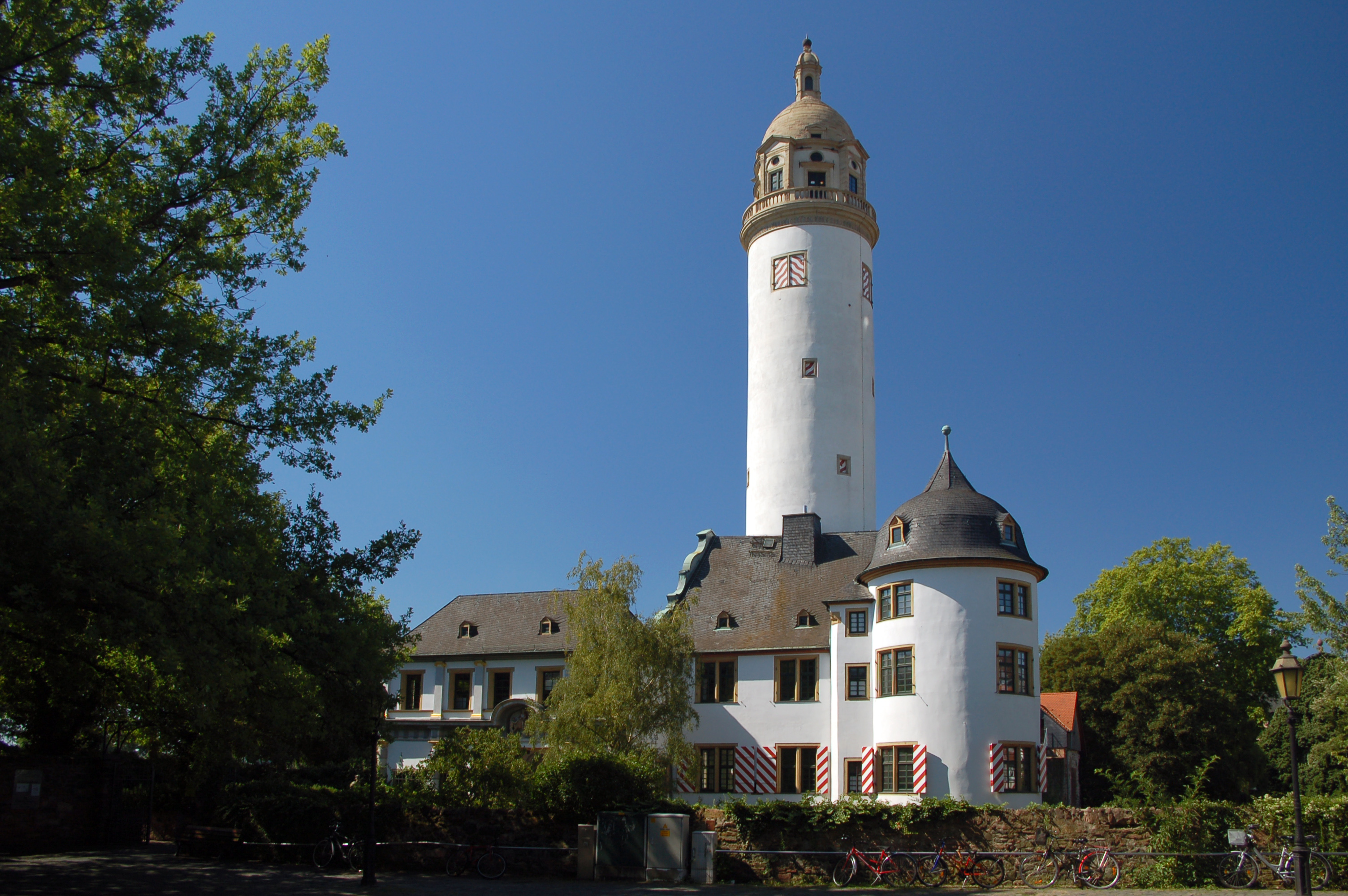
Ansicht vom Schloßplatz aus

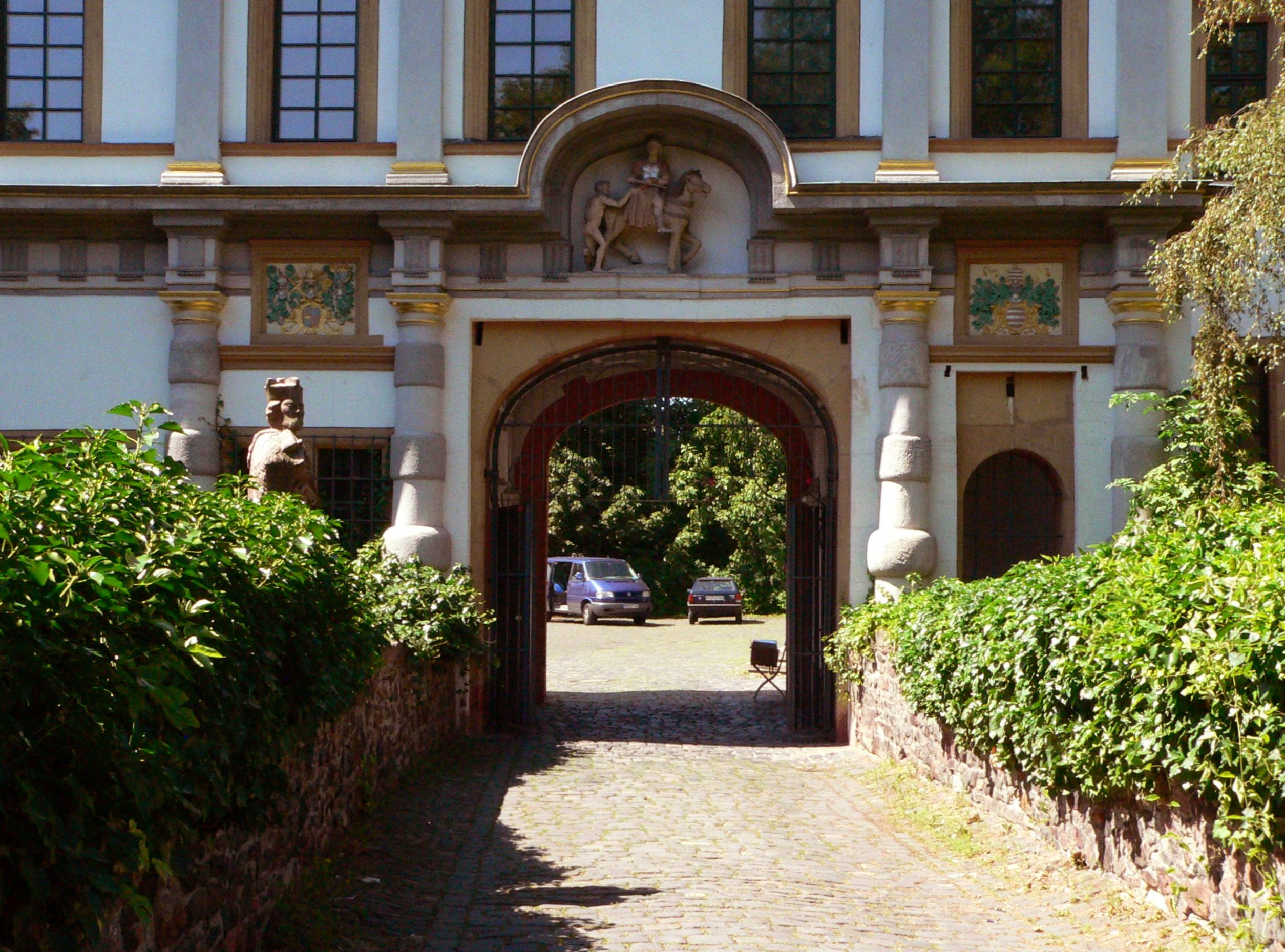
Torbau des Höchster Schlosses

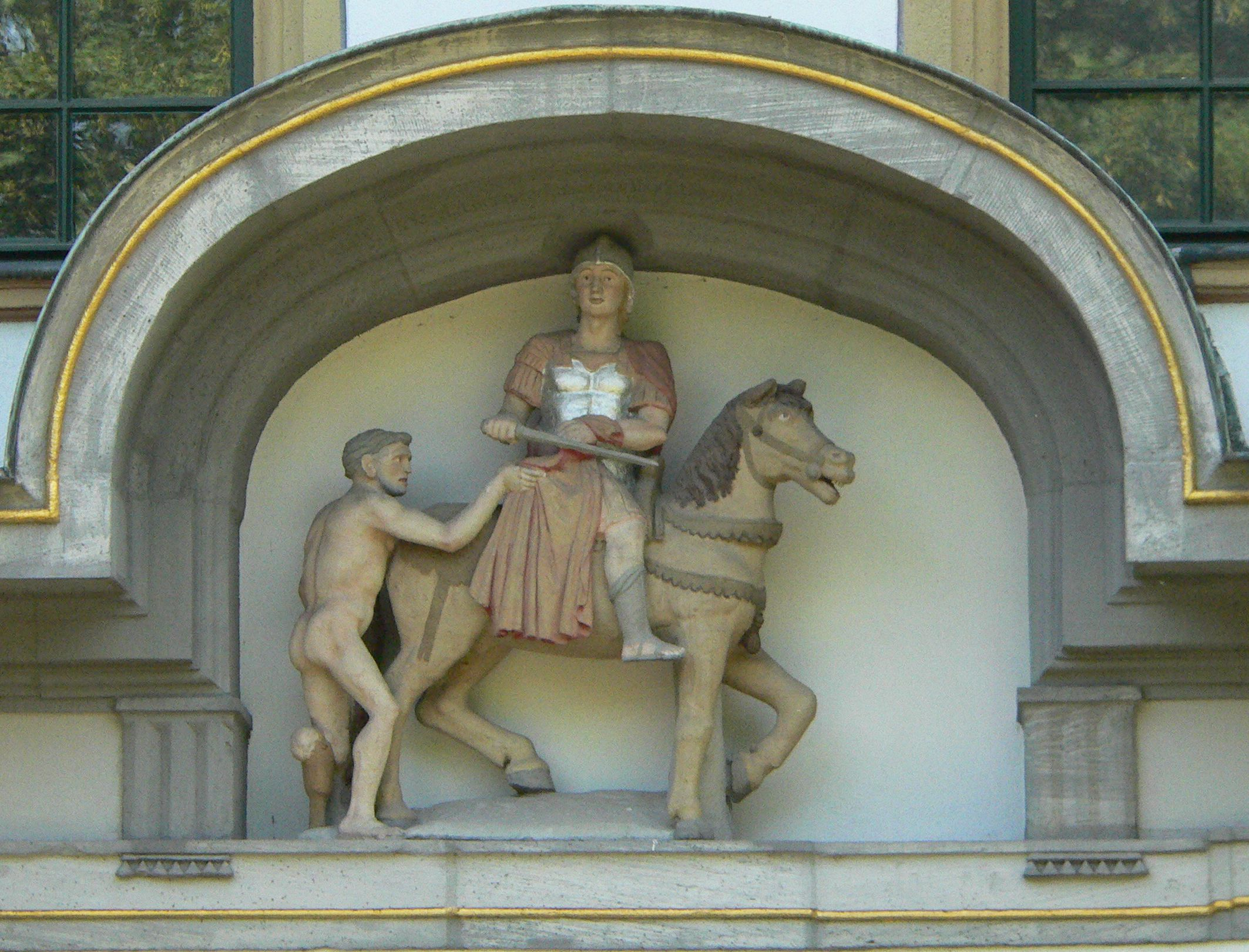
Detail über dem Torbogen: St. Martin teilt seinen Mantel

Das Höchster Schloß war die Residenz der Amtsleute des Mainzer Erzbistums in der ehemaligen Stadt Höchst am Main, heute ein Stadtteil von Frankfurt am Main. Es besteht aus dem im 14. bis 16. Jahrhundert erbauten Alten Schloß und dem Ende des 16. Jahrhunderts entstandenen Neuen Schloß. Beide befinden sich heute im Besitz der Deutschen Stiftung Denkmalschutz. Seit 1957 steht das Höchster Schloß jährlich im Mittelpunkt des Höchster Schloßfestes.

## Altes Schloß
Das sogenannte Alte Schloß ersetzte eine gotische Zollburg aus dem 14. Jahrhundert. Allein der Bergfried dieser Burg ist noch erhalten. Er wurde allerdings 1681 mit einer barocken Haube versehen, der dem Gesamtbauwerk heute seine Einzigartigkeit verleiht. In der Laterne der Haube hing die Sturmglocke der Stadt aus dem Jahr 1475. Die Glocke steht inzwischen in einer vergitterten Nische der Schlossmauer.

„IR BURGER ICH WARNE YCH ALLE SO IR HORET MYN SCHALLE – KELLERHEN VON HYNGE“

Nach dem Ende der Mainzer Stiftsfehde (1461–1463) und dem diese beendenden Frieden von Zeilsheim im Oktober 1463 wurde der abgesetzte und aus Mainz vertriebene Erzbischof Diether von Isenburg mit einem kleinen Fürstentum abgefunden. Das bestand aus den mainzischen Ämtern Höchst, Steinheim und Dieburg. Seine Residenz nahm er im Alten Schloß zu Höchst.
Der Rest des Schlosses wurde 1586 im Stil der Renaissance erbaut. Der Palas und damit der Hauptteil des Bauwerks wurde während des Dreißigjährigen Krieges im Januar 1635 durch die Truppen Bernhards von Sachsen-Weimar niedergebrannt. Allerdings soll sich einer Legende zufolge ein braunschweigischer Hauptmann namens Zuckschwerdt geweigert haben das Schloss zu sprengen. Das Schloss wurde nach dem Krieg nicht wieder aufgebaut, die Steine der Ruine wurden 1772 zum Bau des Bolongaropalastes genutzt. Vom großen Palas blieb lediglich der Gewölbekeller erhalten.
Nach dem Reichsdeputationshauptschluss 1803 und der Auflösung des Kurfürstentums Mainz ging das Höchster Schloß in den Besitz des Herzogtums Nassau über. Mit der Annexion des Herzogtums durch Preußen 1866 nach dem Deutschen Krieg fiel das Schloss an den preußischen Staat. 1908 erwarb die Familie Adolf von Brünings, einer der Gründer der Farbwerke Hoechst, den verfallenden Gebäudekomplex vom preußischen Fiskus, ließ ihn renovieren und öffnete den Park für die Öffentlichkeit.
Nach dem Zweiten Weltkrieg beschlagnahmten 1945 die amerikanischen Besatzungstruppen beide Teile des Schlosses. Ab Juli 1945 befand sich die Sendezentrale des US-amerikanischen Soldatensenders American Forces Network (AFN) hier, die Mannschaftsunterkünfte des Senders im Alten Schloß.
1961 kaufte die Hoechst AG den Erben das Schloss ab. Das Alte Schloß wurde der Öffentlichkeit zugänglich gemacht. Es wurde Sitz des Museums für Höchster Geschichte und des Firmenmuseums der Hoechst AG. Das Neue Schloß wurde 1972 nach einer umfassenden Sanierung Gästehaus des Vorstandes der Hoechst AG.
Nach der Fusion der Hoechst AG mit Rhône-Poulenc und der Verlegung des Firmensitzes nach Straßburg ging das Schloss auf die Infraserv Höchst über, die es zum 1. Januar 2002 an die Deutsche Stiftung Denkmalschutz verkaufte. Die Stiftung kehrte damit an ihren Ursprungsort zurück: Sie war 1985 mit Unterstützung des Hoechster Vorstandes gegründet worden. Die entscheidende Vorstandssitzung hatte im Höchster Schloß stattgefunden.
Heute befindet sich in den Büroräumen des Schlosses die DenkmalAkademie der Deutschen Stiftung Denkmalschutz. Das früher von der Hoechst AG getragenen Museum für Höchster Geschichte soll an anderer Stelle reorganisiert werden, dessen frühere Museumsräume werden gegenwärtig für neue Ausstellungszwecke umgebaut und sind deshalb nur eingeschränkt zugänglich. Im Schloßkeller finden regelmäßige Jazzveranstaltungen statt. Der Schloßhof, die neu gestaltete Schlossterrasse und die Parkanlagen im Burggraben sind für Besucher auch während der Umbauarbeiten tagsüber geöffnet.

## Architektur
Das repräsentative Torhaus im Osten ist der Renaissance zuzuordnen. Man erkennt die Trennung der Fassade in zwei Stockwerke. Im unteren Stockwerk herrscht die dorische Säulenordnung. Der Fries enthält das Bild des Heiligen Martin. Im zweiten Stockwerk dominiert dagegen die ionische Säulenordnung. Die Bauelemente sind durch prunkvolle Bemalung und Vergoldung voneinander getrennt.
Das Hauptgebäude des Schlosses verfügt über einen rechteckigen Grundriss, an dessen nordöstlicher Ecke sich ein niedriger runder Turm anschließt mit einer glockenförmigen Haube im Baustil der Renaissance. Im südwestlichen Teil des Hauptgebäudes ist der gotische Bergfried mit barocker Haube. Auf der nördlichen und der südlichen Seite dominiert der charakteristische Renaissance-Giebel des Daches.

## Das Neue Schloß

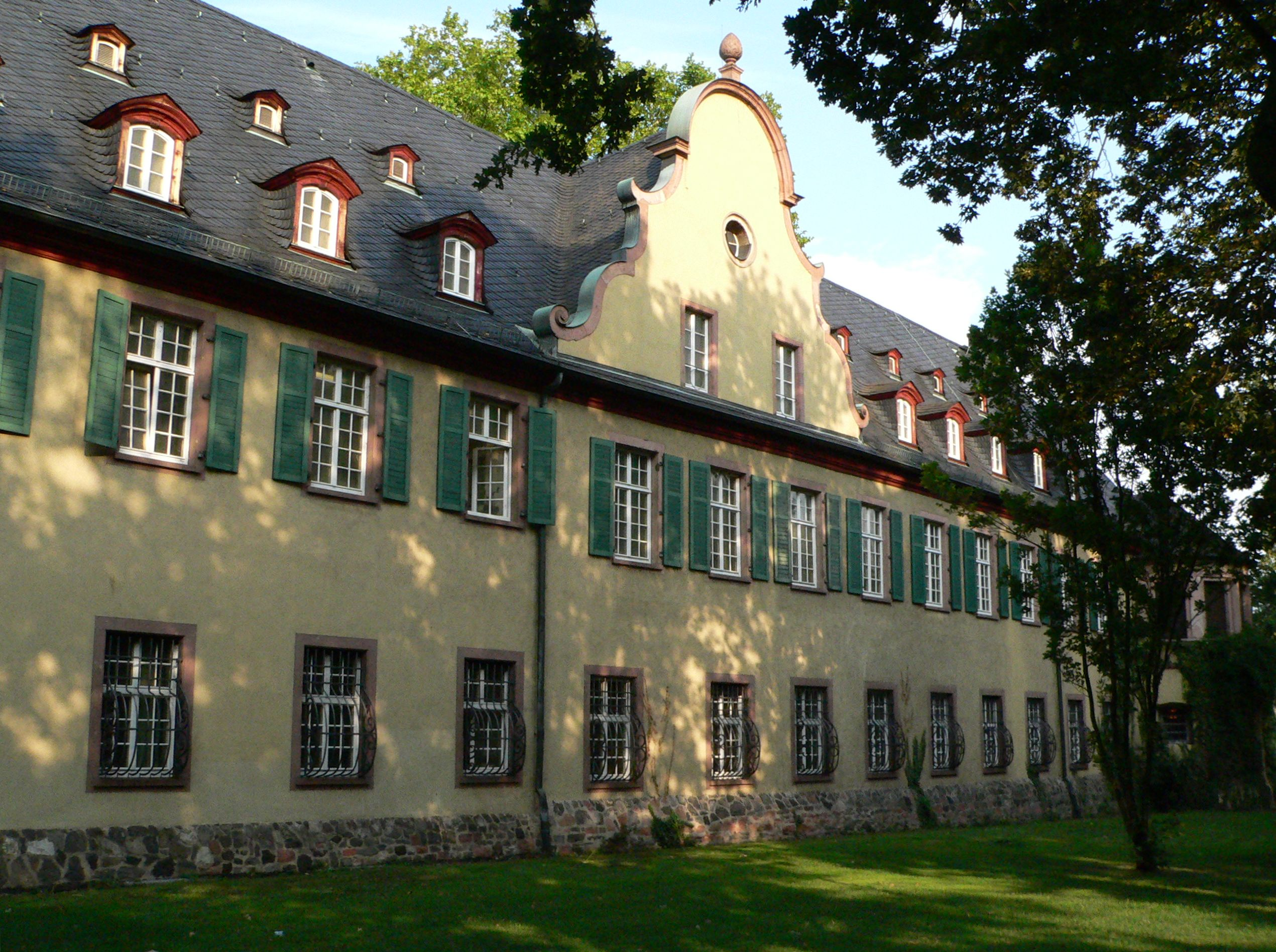
Westfassade des Neuen Schlosses

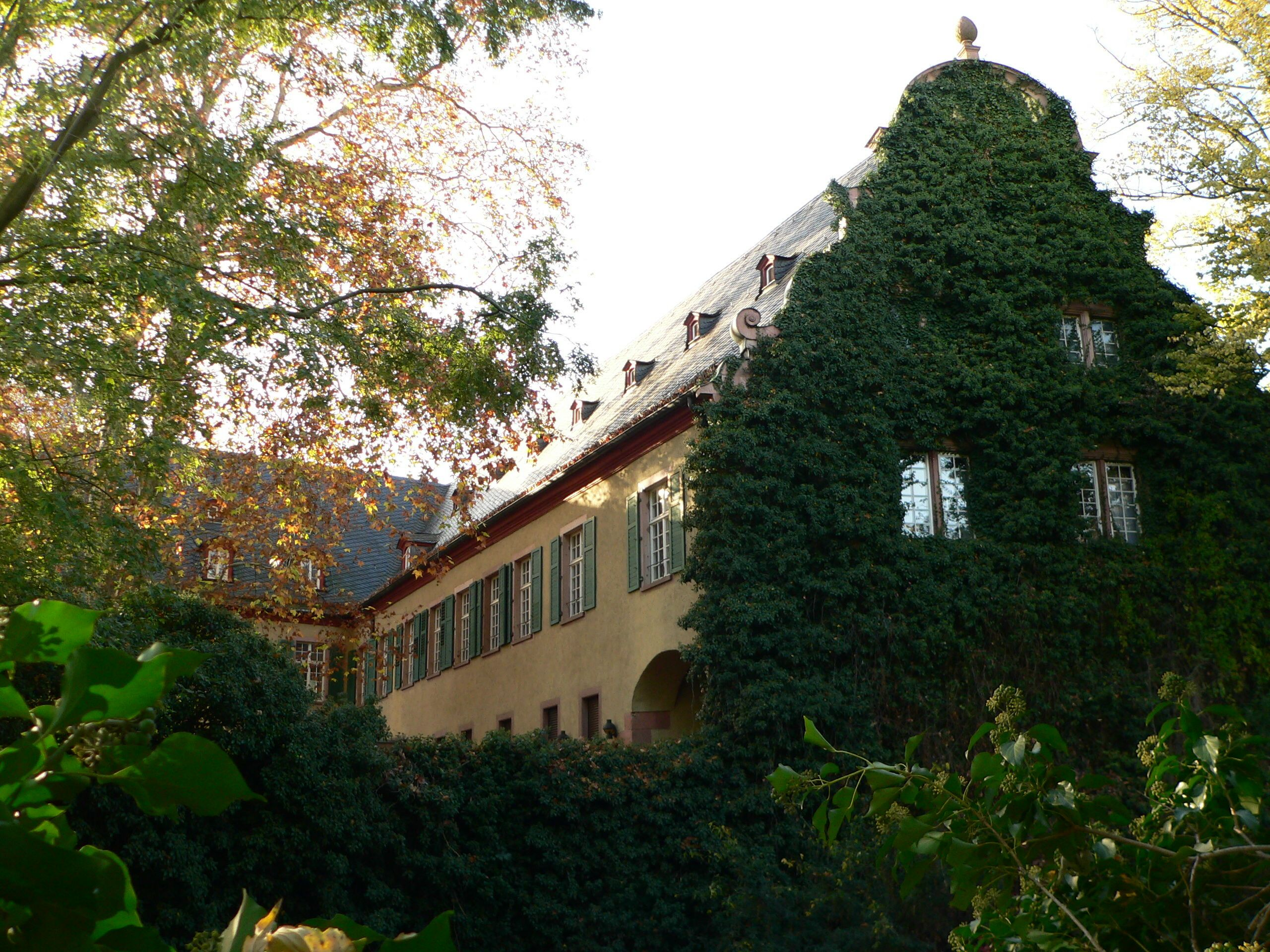
Neues Schloß von Südosten

Zuverlässige Daten über den Ursprung der „Neues Schloß“ genannten Anlage liegen nicht vor, die weitere Geschichte ist nur lückenhaft dokumentiert. Der Bau stammt wahrscheinlich aus dem späten 16. Jahrhundert und war wohl ein ehemaliger Adelshof. Mit Erweiterung der Stadt und dem Ausbau des Höchster Schlosses im späten 16. Jahrhundert entstand daraus das Neue Schloß, auch „Cavaliersbau“ genannt. Es diente als kurfürstliches Gästehaus. Nach der Säkularisation 1803 ging die Anlage an das Herzogtum Nassau und 1866 an die preußische Finanzverwaltung über. Mitte des 19. Jahrhunderts war das Neue Schloß im Besitz der Familie Andreae-Winkler, die hier bis 1863 eine Weinhandlung führte.
1908 kaufte die Familie von Brüning von der preußischen Finanzverwaltung die gesamte Höchster Schlossanlage und nutzte sie als Wohnung und Gästehaus. Die Liegenschaft ging später in den Besitz der von Brüningschen Familienstiftung über. Während der französischen Besatzung Höchsts zwischen 1918 und 1930 wurde das Schloss von den Franzosen beschlagnahmt und als Offizierskasino genutzt. Im Neuen Schloß befanden sich von Juli 1945 bis 1966 die Studios des AFN.
Die Hoechst AG erwarb die gesamte Schlossanlage im Jahr 1962 von der von Brüningschen Familienstiftung und richtete 1972 das Neue Schloß als repräsentatives Gästehaus ein. Im Zuge der Umgestaltung der Hoechst AG zu einer Managementholding ging der Komplex auf die Infraserv Höchst über, die ihn zum 1. Januar 2002 für einen symbolischen Preis an die Deutsche Stiftung Denkmalschutz verkaufte. Durch die folgende, stufenweise Sanierung musste das bis dahin dort untergebrachte Heimatmuseum Höchst schließen. Die Sanierung wurde 2013 abgeschlossen. Die Gastronomie ist an die Eurest Deutschland verpachtet. Das Neue Schloß dient als exklusiver Veranstaltungsort mit gehobener Gastronomie und einem kulturellen Rahmenprogramm.

## Sonstiges
Das Höchster Schloß und der Schloßplatz werden trotz der Rechtschreibreform mit ß geschrieben.
Seit 1586 findet jedes Jahr zu Weihnachten vom 50 Meter hohen Schloßturm ein Turmblasen statt.